# Таллинг
Таллинг (нем. Talling) — община в Германии, в земле Рейнланд-Пфальц. 
Входит в состав района Бернкастель-Витлих. Подчиняется управлению Тальфанг ам Эрбескопф.  Население составляет 222 человека (на 31 декабря 2010 года). Занимает площадь 3,90 км².